# HMS Formidable (1898)
El HMS Formidable, el cuarto de los seis buques de ese nombre que sirvieron en la Royal Navy, fue el buque líder de su clase de acorazados pre-dreadnought. El barco fue puesto en grada en marzo de 1898, botado en noviembre de ese año y terminado en septiembre de 1901. El Formidable sirvió inicialmente con la Flota del Mediterráneo, transfiriéndose a la Flota del Canal en 1908. En 1912, fue asignado al 5.º Escuadrón de Batalla, que estaba estacionado en el Nore.
Tras el estallido de la Primera Guerra Mundial en agosto de 1914, el escuadrón llevó a cabo operaciones en el Canal de la Mancha, y tuvo su base en Sheerness para protegerse de una posible invasión alemana. En los primeros días de la guerra, el 5.º Escuadrón de Batalla cubrió la travesía de la Fuerza Expedicionaria Británica a Francia. El 31 de diciembre, el escuadrón estaba realizando ejercicios de entrenamiento en el Canal de la Mancha y, a pesar del riesgo de los submarinos alemanes, carecía de protección antisubmarina; el U-24 alemán acechó a los barcos durante el día y en las primeras horas del 1 de enero de 1915, torpedeó al Formidable dos veces, hundiéndolo con una gran pérdida de vidas.

## Características técnicas

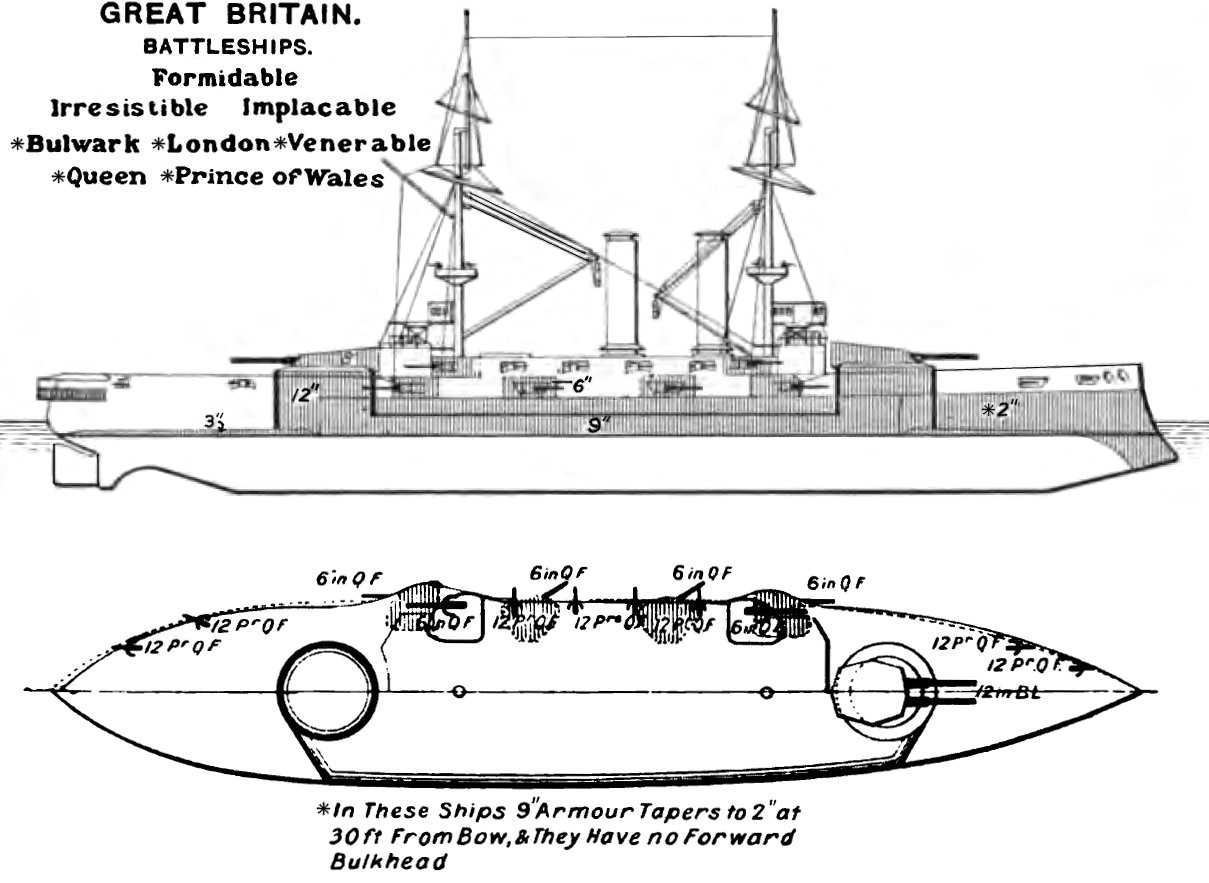
Plano simplificado con expresión del armamento de la clase Formidable en 1906

El diseño de la clase Formidable se preparó en 1897 y fue una mejora incremental con respecto a las clases anteriores Majestic y Canopus. El Formidable adoptó el tamaño más grande de los Majestic, mientras que tomó el blindaje Krupp más resistente del diseño Canopus. Además, el nuevo diseño incorporaba cañones principales y secundarios más largos (y por lo tanto, más potentes) y una forma mejorada del casco. Estas características produjeron un barco con mejor protección de blindaje que cualquiera de las clases precedentes, pero con la misma alta velocidad de la clase Canopus.

### Dimensiones y tripulación
El Formidable tenía 131,6 m (431 pies y 9 pulgadas) de eslora, con una manga de 22,9 m (75 pies) y un calado de 7,90 m (25 pies y 11 pulgadas). Desplazaba 14 700 t (14 500 toneladas largas) normalmente y hasta 15 800 toneladas largas (16 100 t) a plena carga. Su tripulación contaba con 780 oficiales y marineros, aunque como buque insignia la misma se elevaba a 810 hombres.

### Propulsión
Las calderas se agrupaban en dos embudos ubicados en el centro del barco. La propulsión estaba proporcionada por veinte calderas de tubo de agua a vapor Belleville asociadas a dos motores de triple expansión de 3 cilindros que le proporcionaban 15 000 HP indicados (11 000 kW) y una velocidad de 18 nudos como máximo (33 km/h; 21 mph). En términos generales, el HMS Formidable superaba ligeramente en velocidad y armamento a las clases mencionadas anteriormente y era de mayor tamaño; pero a baja velocidad tenía una capacidad de maniobra muy reducida.

### Armamento
El Implacable tenía una batería principal de cuatro cañones de calibre 40 de 12 pulgadas (305 mm) montados en disposición doble a proa y popa. Estos cañones, de un calibre que era considerado como el más potente a bordo de la época, estaban montados en barbetas circulares que permitían la carga o elevación en todas las direcciones. El buque también montó una batería secundaria de doce cañones de calibre 45 de 6 pulgadas (152 mm) montados en casamatas, además de diez cañones de 12 libras de 3 pulgadas (76 mm) y seis cañones de 3 libras de 47 mm (1,9 pulgadas) para la defensa contra torpederos. Como era costumbre en los acorazados de la época, también estaba equipado con cuatro tubos lanzatorpedos de 18 pulgadas (457 mm) sumergidos en el casco.

### Blindaje
El Formidable tenía un cinturón lateral de 9 pulgadas (229 mm) de grosor; Los mamparos transversales en cada extremo de la cinta tenían de 9 a 12 pulgadas (229 a 305 mm) de espesor. Los lados de cada torreta de la batería principal tenían un grosor de 8 a 10 pulgadas (203 a 254 mm), y la batería de casamata estaba protegida con 6 pulgadas de acero Krupp. La torre de mando del buque también tenía costados de 14 pulgadas (356 mm) de grosor. Estaba equipado con dos cubiertas blindadas, de 1 y 3 pulgadas (25 y 76 mm) de espesor, respectivamente. Las barbetas tenían un espesor de 12 pulgadas (305 mm).

## Historial

### Antes de la I Guerra Mundial

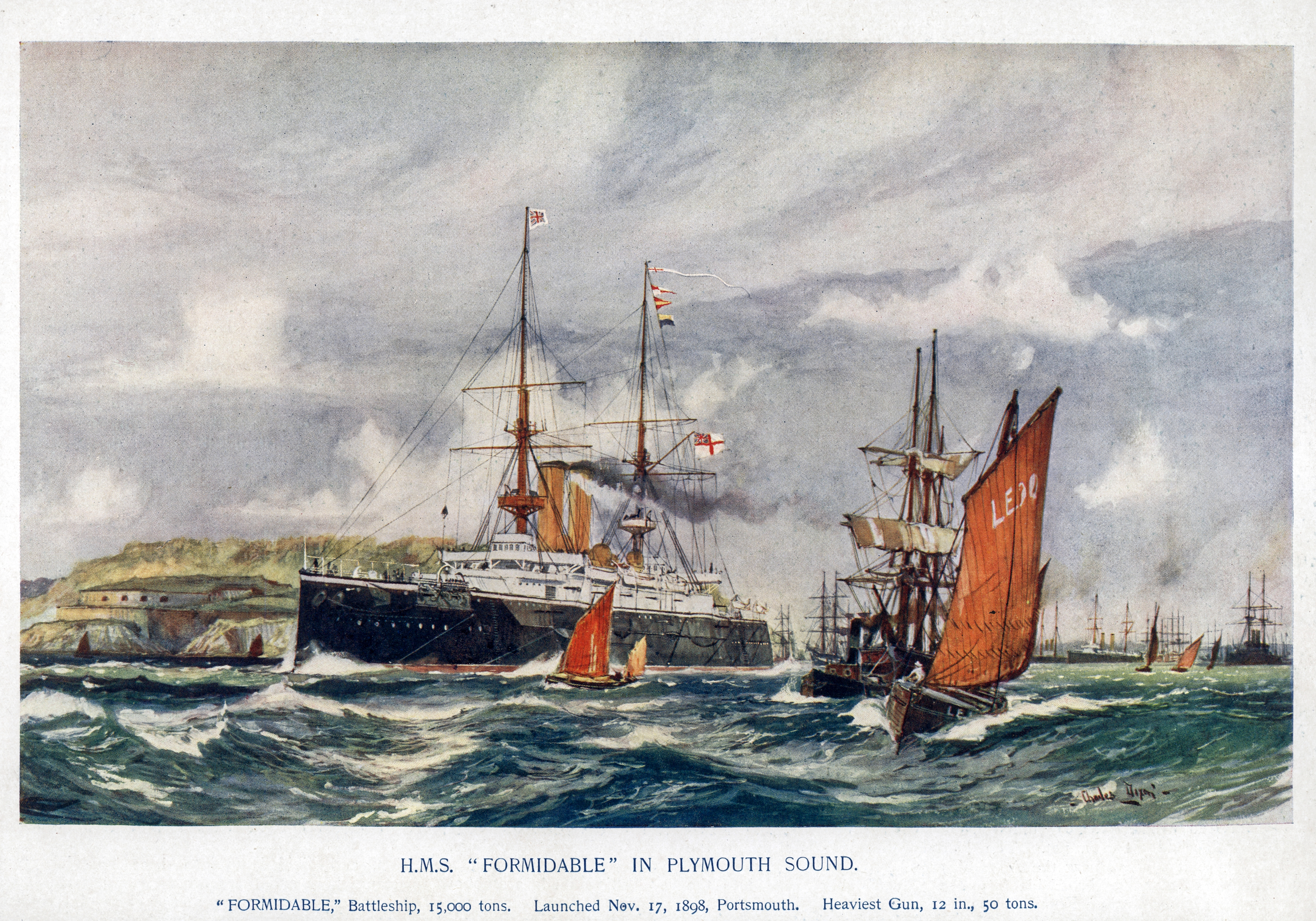
El HMS Formidable en un seno de agua de Plymouth Sound, obra de Charles Dixon

El HMS Formidable fue puesto en quilla en el astillero de Portsmouth el 21 de marzo de 1898 y botado el 17 de noviembre de 1898. Estando en el momento de su botadura muy incompleto, fue botado principalmente para despejar la grada para que pudiera comenzar la construcción del acorazado London. El Formidable fue terminado en septiembre de 1901, y fue comisionado en Portsmouth el 10 de octubre para el servicio en la Flota del Mediterráneo. El capitán Alexander William Chisholm-Batten finalizó mandato en el HMS Resolution el 9 de octubre y él y su tripulación fueron transferidos al Formidable al día siguiente. En septiembre de 1902 visitó el mar Egeo con otros barcos de la flota para realizar maniobras combinadas cerca de Nauplia, y al año siguiente fue escolta del yate real HMY Victoria and Albert cuando el rey Eduardo VII visitó las bases en el Mediterráneo, momento en que el capitán del Formidable, Alexander William Chisholm Batten, fue condecorado con la membresía de cuarta clase de la Real Orden Victoriana. En 1904 comenzó un reacondicionamiento en Malta que duró hasta abril de 1905, y en abril de 1908 fue transferido a la Flota del Canal.
El Formidable, rindió visita de cortesía a Barcelona el 4 de julio de 1905, proveniente de Mahón y puso rumbo seguidamente a Gibraltar el 11 de julio, junto con otros nueve buques de la Flota del Mediterráneo.
Una vez rendido viaje en el astillero de Chatham el 17 de agosto de 1908, el Formidable comenzó otro reacondicionamiento y fue puesto de nuevo en servicio el 20 de abril de 1909 para integrarse en la 1.ª División de la Home Fleet, con base en el Nore. El 29 de mayo fue transferido a la Flota del Atlántico. En mayo de 1912, el Formidable fue reducido a un núcleo de tripulación y transferido al 5.º Escuadrón de Batalla de la Segunda Flota (Home Fleet), de nuevo en el Nore, donde sirvió hasta el estallido de la guerra en agosto de 1914. Las duras condiciones de la travesía durante este servicio llevó al buque a desarrollar serios problemas con la maquinaria.

### Primera Guerra Mundial

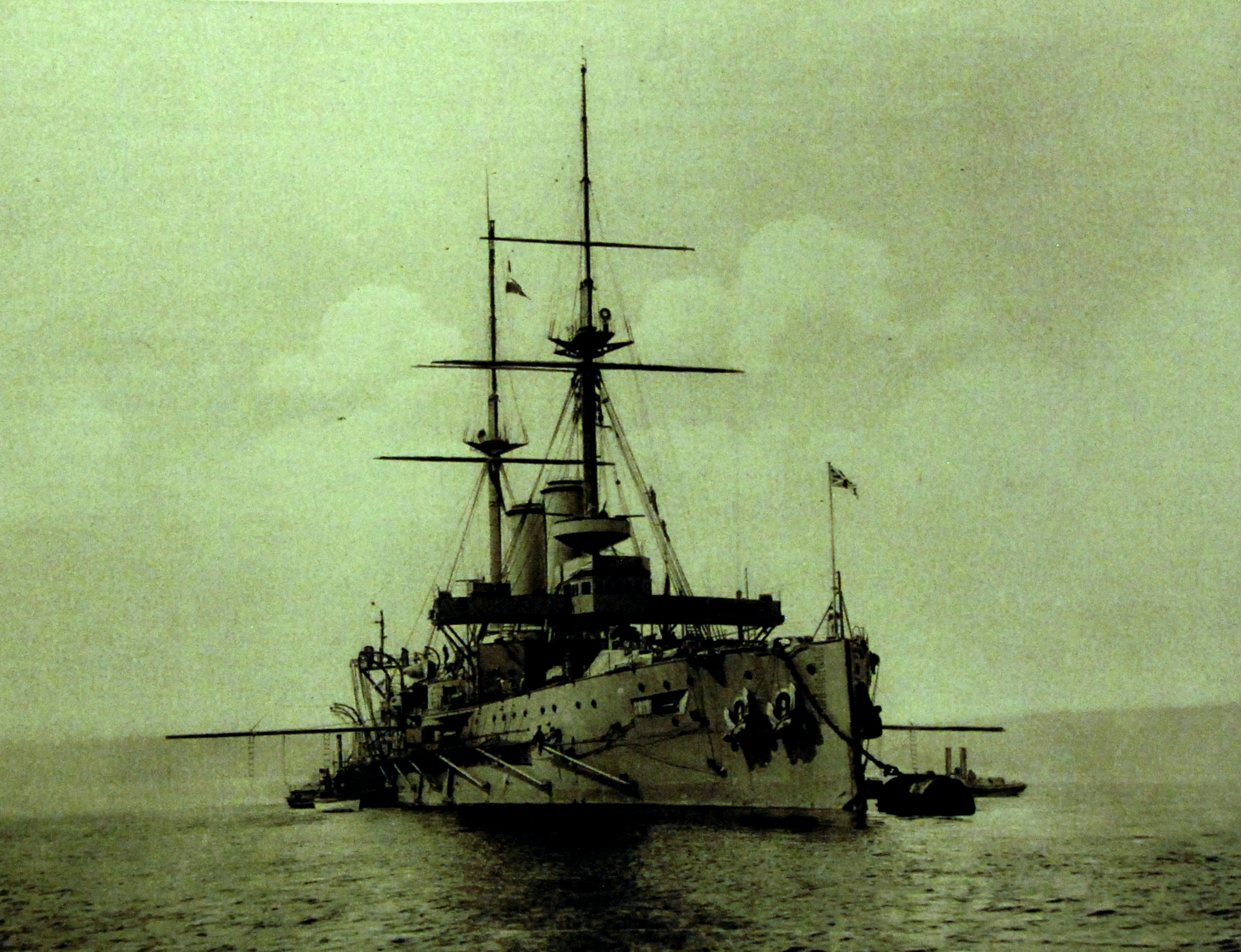
Vista del costado de estribor del Formidable

Al comienzo de la Primera Guerra Mundial, el Formidable y el 5.º Escuadrón de Batalla tenían su base en Portland y fueron asignados a la Flota del Canal para defender la zona del Canal de la Mancha. Después de cubrir el transporte seguro de la Fuerza Expedicionaria Británica a Francia en agosto de 1914, el Formidable participó en el transporte del Batallón de Marines de Portsmouth a Ostende el 25 de agosto. El 14 de noviembre, el Formidable y los otros buques del 5.º Escuadrón de Batalla fueron reubicados en Sheerness debido a la preocupación de que se avecinaba una invasión alemana sobre Gran Bretaña. El escuadrón fue relevado por acorazados de la clase Duncan del 6.º Escuadrón de Batalla y transferido a Portland el 30 de diciembre.

#### Hundimiento

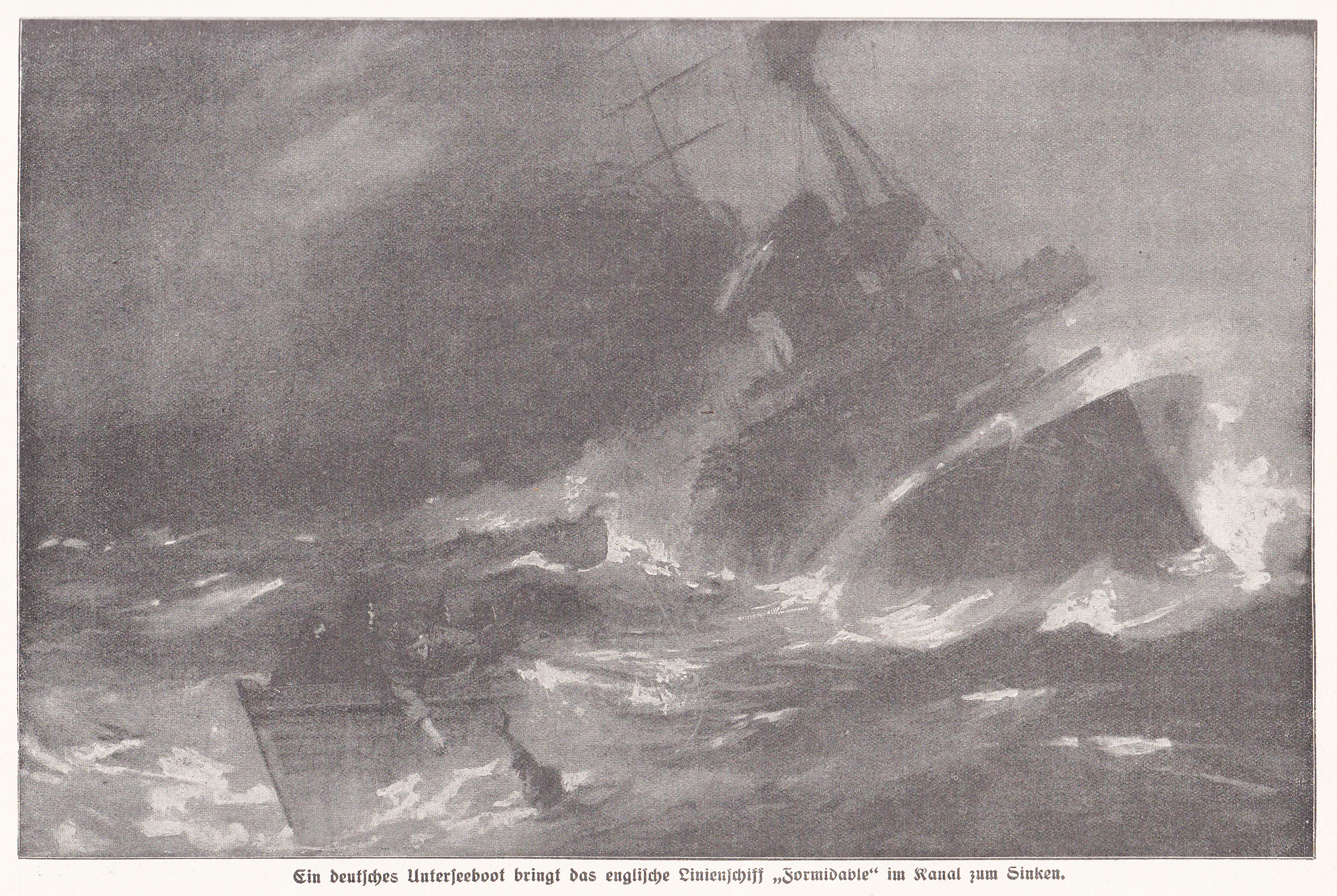
Ilustración alemana del hundimiento del HMS Formidable

Bajo el mando del vicealmirante y Comandante de la Flota del Canal, Sir Lewis Bayly, el 5.º Escuadrón de Batalla pasó el 31 de diciembre participando en ejercicios de artillería frente a la isla de Portland, apoyados por los cruceros ligeros Topaze y Diamond. El escuadrón no recibió escolta de destructores para la operación. Después de los ejercicios, esa noche la flota permaneció en el mar patrullando a pesar de que se había informado de actividad submarina en la zona. La visibilidad esa noche era buena, aunque el mar estaba lo suficientemente agitado como para dificultar la detección de un submarino. Bayly no sospechaba ningún peligro de los submarinos, por lo que navegó sus barcos en formación de vanguardia a una velocidad de 10 nudos (19 km/h; 12 mph). El Formidable fue el último acorazado de la línea, seguido solo por los dos cruceros. Sin que los británicos lo supieran, el submarino alemán U-24 acechó al escuadrón mientras se ejercitaba toda la tarde, tratando de encontrar una posición de ataque adecuada.
Alrededor de las 02:20 del 1 de enero de 1915, el U-24 lanzó un torpedo contra el Formidable, golpeándolo en el lado de estribor a la altura de la chimenea de proa. El comandante del Formidable, el capitán Loxley, esperaba salvar el barco acercándolo a la costa; los otros barcos británicos no estaban al tanto de lo que había sucedido, pero después de que el Formidable se saliera de la línea, el Topaze aumentó la velocidad para determinar lo que estaba haciendo. Cuando el Topaze se acercó al Formidable veinte minutos más tarde, este último buque ya había tomado una escora de 20 grados a estribor, y Loxley había dado la orden de abandonar el barco. Los hombres que intentaban salvar el buque permanecieron a bordo y, a través de la contrainundación, redujeron la escora, aunque el Formidable ya estaba para entonces bastante por debajo de su línea de flotación.
Alrededor de las 03:05, el U-24 lanzó otro torpedo contra el Formidable siniestrado, golpeándolo de nuevo en el lado de estribor cerca de su proa. El Topaze, junto con Diamond, comenzó el esfuerzo de rescate, pero el mar embravecido hizo que fuera muy difícil llevar hombres a bordo. El Formidable permaneció a flote durante otra hora y cuarenta minutos, y a las 04:45 comenzó a zozobrar y hundirse por la proa. Permaneció a flote, con la popa en el aire, durante unos minutos antes de hundirse. El capitán Loxley fue visto por última vez en el puente supervisando tranquilamente la evacuación del barco. El Diamond recogió a treinta y siete oficiales y tripulantes del agua. El buque arrastrero Brixham Provident rescató a 73 miembros de la tripulación de los botes de salvamento del Formidable alrededor del mediodía, mientras que la pinaza del Formidable logró llegar a Lyme Regis después pasar 22 horas en el mar, salvando a otros 47 hombres. [13] Un total de 35 oficiales y otros 512 miembros de la dotación perecieron en el hundimiento.
Una investigación del Almirantazgo sobre el hundimiento determinó que el riesgo de realizar ejercicios de entrenamiento en el Canal de la Mancha sin la protección de los destructores era excesivo y no debía continuar. Bayly fue relevado del mando por no tomar las precauciones adecuadas contra el ataque de submarinos.

## Pecio
El lugar del pecio del naufragio del Formidable está designado como sitio controlado en virtud de la Ley de Protección de Restos Militares de 1986. Las coordenadas del pecio son 50°13′N 3°4′O / 50.217, -3.067